# Nachal Rišpon
Nachal Rišpon (hebrejsky נחל רשפון) je vádí v centrálním Izraeli, v pobřežní nížině.
Začíná v nadmořské výšce necelých 50 metrů nad mořem nedaleko západního okraje města Ra'anana a severního okraje města Herzlija. Směřuje pak k západu rovinatou a zemědělsky využívanou pobřežní nížinou, přičemž u východního okraje obce Kfar Šmarjahu se stáčí k severu a vede pak po zbytek svého toku tímto směrem, přičemž sleduje v jistém odstupu linii pobřeží Středozemního moře. Míjí z východu příbřežní obce Kfar Šmarjahu, Rišpon, Šefajim, Ga'aš a Jakum. Koryto vádí Nachal Rišpon zde sleduje těleso železniční trati z Tel Avivu do Haify. Na východ od vádí leží zemědělská krajina s obcemi Bnej Cijon a Charucim. Na severovýchodním okraji vesnice Jakum ústí Nachal Rišpon zleva do vádí Nachal Poleg.